# 埃弗尔特里希
埃弗尔特里希是德国巴伐利亚州的一个市镇。总面积11.92平方公里，总人口2636人，其中男性1321人，女性1315人（2011年12月31日），人口密度221人/平方公里。